# Палауз (сельское поселение)
Палауз — административно-территориальная единица (административная территория село с подчинённой ему территорией) и муниципальное образование (сельское поселение с полным официальным наименованием муниципальное образование сельского поселения «Палауз») в составе муниципального района Сысольского в Республике Коми Российской Федерации.
Административный центр — село Палауз.

## История
Палауз с 16 века находился на Великом Сибирском пути, в плоть до прекращения использования этой северной ветви пути после открытия пути в Сибирь через Казань.
Статус и границы административной территории установлены Законом Республики Коми от 6 марта 2006 года № 13-РЗ «Об административно-территориальном устройстве Республики Коми».
Статус и границы сельского поселения установлены Законом Республики Коми от 5 марта 2005 года № 11-РЗ «О территориальной организации местного самоуправления в Республике Коми».

## Население
| 2010 | 2011 | 2012 | 2013 | 2014 | 2015 | 2016 |
| ---- | ---- | ---- | ---- | ---- | ---- | ---- |
| 213  | ↘211 | ↘206 | ↘198 | ↘185 | ↘176 | ↘172 |
| 2017 | 2018 | 2019 | 2020 | 2021 |      |      |
| ↗176 | ↘172 | ↘162 | ↘154 | ↘133 |      |      |

## Состав
Состав административной территории и сельского поселения:
| № | Населённый пункт | Тип населённого пункта       | Население |
| - | ---------------- | ---------------------------- | --------- |
| 1 | Вознесенская     | деревня                      | 9         |
| 2 | Катыдпом         | деревня                      | 15        |
| 3 | Палауз           | село, административный центр | 159       |
| 4 | Подгорье         | деревня                      | 24        |
| 5 | Ярковская        | деревня                      | 6         |